# باویرون
باویرون (به آلمانی: Beuron) یک شهر در آلمان است که در زیگمارینگن واقع شده‌است. باویرون ۷۲۷ نفر جمعیت دارد.